# Wyeomyia muehlensi
Wyeomyia muehlensi är en tvåvingeart som beskrevs av Petrocchi 1927. Wyeomyia muehlensi ingår i släktet Wyeomyia och familjen stickmyggor. Inga underarter finns listade i Catalogue of Life.